# Yunxiahe
Yunxiahe (kinesiska: 云峡河回族乡, 云峡河) är en socken i Kina. Den ligger i provinsen Shandong, i den östra delen av landet, omkring 130 kilometer öster om provinshuvudstaden Jinan.
Genomsnittlig årsnederbörd är 733 millimeter. Den regnigaste månaden är juli, med i genomsnitt 262 mm nederbörd, och den torraste är januari, med 9 mm nederbörd.